# Caviphantes
Caviphantes là một chi nhện trong họ Linyphiidae.